# Liste der Baudenkmale in Pirow
In der Liste der Baudenkmale in Pirow sind alle Baudenkmale der brandenburgischen Gemeinde Pirow und ihrer Ortsteile aufgelistet. Grundlage ist die Veröffentlichung der Landesdenkmalliste mit dem Stand vom 31. Dezember 2020.

## Baudenkmale
In den Spalten befinden sich folgende Informationen:
- ID-Nr.: Die Nummer wird vom Brandenburgischen Landesamt für Denkmalpflege vergeben. Ein Link hinter der Nummer führt zum Eintrag über das Denkmal in der Denkmaldatenbank. In dieser Spalte kann sich zusätzlich das Wort Wikidata befinden, der entsprechende Link führt zu Angaben zu diesem Denkmal bei Wikidata.
- Lage: die Adresse des Denkmales und die geographischen Koordinaten. Link zu einem Kartenansichtstool, um Koordinaten zu setzen. In der Kartenansicht sind Denkmale ohne Koordinaten mit einem roten beziehungsweise orangen Marker dargestellt und können in der Karte gesetzt werden. Denkmale ohne Bild sind mit einem blauen bzw. roten Marker gekennzeichnet, Denkmale mit Bild mit einem grünen beziehungsweise orangen Marker.
- Bezeichnung: Bezeichnung in den offiziellen Listen des Brandenburgischen Landesamtes für Denkmalpflege. Ein Link hinter der Bezeichnung führt zum Wikipedia-Artikel über das Denkmal.
- Beschreibung: die Beschreibung des Denkmales
- Bild: ein Bild des Denkmales und gegebenenfalls einen Link zu weiteren Fotos des Baudenkmals im Medienarchiv Wikimedia Commons

### Bresch
| ID-Nr.   | Lage                       | Bezeichnung                                                                          | Beschreibung | Bild           |
| -------- | -------------------------- | ------------------------------------------------------------------------------------ | --- | -------------- |
| 09160442 | Am Dorfplatz 5 (Lage)      | Wohnhaus                                                                             | | Wohnhaus       |
| 09160913 | Unter den Linden 2 (Lage)  | Gehöft, bestehend aus Wohnhaus, zwei Wirtschaftsgebäuden, Scheune und Hofpflasterung | | BW             |
| 09160443 | Unter den Linden 11 (Lage) | Dorfkirche                                                                           | Die evangelische Kirche wurde im 16. Jahrhundert mit rechteckigem Grundriss als Fachwerkhaus errichtet. Der Turm wurde wahrscheinlich um 1726 erbaut, allerdings im 20. Jahrhundert stark verändert. | weitere Bilder |

### Hülsebeck
| ID-Nr.   | Lage                  | Bezeichnung                                                 | Beschreibung | Bild                                                        |
| -------- | --------------------- | ----------------------------------------------------------- | ------------ | ----------------------------------------------------------- |
| 09160846 | Im Rundling 10 (Lage) | Gehöft, bestehend aus Wohnhaus und zwei Wirtschaftsgebäuden |              | Gehöft, bestehend aus Wohnhaus und zwei Wirtschaftsgebäuden |

### Pirow
| ID-Nr.   | Lage            | Bezeichnung                | Beschreibung | Bild |
| -------- | --------------- | -------------------------- | ------------ | ---- |
| 09162020 | Dorfring (Lage) | Dorfkirche mit Einfriedung |              | BW   |
| 09162022 | Dorfring (Lage) | Gefallenendenkmal          |              | BW   |

## Ehemalige Baudenkmale
| ID-Nr. | Lage | Bezeichnung                               | Beschreibung | Bild               |
| ------ | ---- | ----------------------------------------- | ------------ | ------------------ |
|        | ()   | Glockenstuhl der abgebrochenen Dorfkirche |              | ein Bild hochladen |